# تپه باباجان
تپه باباجان مربوط به هزاره سوم قبل از میلاد - عصر آهن - دوره ساسانیان - دوره سلجوقیان است و در شهرستان کرمانشاه، بخش مرکزی، دهستان بالادربند، حاشیه غربی روستای باباجان واقع شده و این اثر در تاریخ ۱۵ دی ۱۳۸۷ با شمارهٔ ثبت ۲۴۰۹۳ به‌عنوان یکی از آثار ملی ایران به ثبت رسیده است.